# Rønbjerg
 For alternative betydninger, se Rønbjerg (Vesthimmerlands Kommune).
Rønbjerg er en by i Midtjylland med 331 indbyggere  (2024). Byen var tidligere delt i 2 sogne, Rønbjerg Sogn og Estvad Sogn. Skillelinjen var midterstriben på Stationsvej. Pr. 1. juni 2018 blev de 2 sogne lagt sammen til Estvad-Rønbjerg Sogn. Den tidligere stationsby ligger i Skive Kommune og hører til Region Midtjylland.
Tidligere blev Rønbjerg Is produceret på A/S Rønbjerg Mejeri og Flødeis (mælkemejeri fra 1907, flødeisfabrik fra 1924). Virksomheden blev i 1992 overtaget af Mejerigården i Thisted, der valgte at lukke produktionen i Rønbjerg i 1997. Herefter benyttede Mejerigården blot frysehuset i Rønbjerg som et fremskudt lager i en årrække og efter at have stået tomt i en del år, er der nu lagerhotel i det gamle ismejeri.
3 km vest for Rønbjerg ligger Gl. Rønbjerg, hvor egnens klart største arbejdsplads KM Rustfri A/S ligger. Midt imellem de 2 byer ligger Rønbjerg Kirke. Sognets anden kirke er Estvad Kirke. Estvad ligger tæt på hovedvej 34, der forbinder Skive og Herning.
Rønbjerg befinder sig i gå-afstand fra Flyndersø. I byen er der en Natur- og Udelivs-børnehave, som benytter sig af naturen rundt om byen.
I Rønbjerg ligger Rønbjerg Ungdoms og Idrætsforening. I daglig tale kaldet RUIF. Klubhuset ligger på Præstevejen overfor Estvad-Rønbjerg Forsamlingshus.
Egnens første forsamlinghus blev bygget i 1907 og blev kaldet Æ Bejshus. Huset lå der, hvor KM Rustfri i dag ligger. Egnens nuværende forsamlingshus Estvad-Rønbjerg Forsamlingshus stod færdigbygget i slutningen af 1943. Forsamlingshuset blev blandt andre bygget på foranledning af is-mejerist Peder Sejer Pedersen, der også indskød et større pengebeløb i projektet. I slutningen af 1970'erne blev der lavet en tilbygning, så den i dag består af scene og 2 sale med en samlet kapacitet på 180 personer.
I 1940'erne var der allerede planer om, at bygge en ny centralskole som afløser for egnens 3 små skoler i Estvad, Rønbjerg og Gl. Rønbjerg. Planen var i første omgang, at skolen skulle ligge på grunden umiddelbart vest for Rønbjerg Stadion og skråt overfor byens forsamlingshus på den ene side og plejehjem på den anden side. Planerne blev imidlertid skrinlagt i flere omgange og idéen, om at ligge Estvad-Rønbjerg Centralskole nordvest for Rønbjerg blev i slutningen af 1950'erne en realitet. Den nye skole stod klar til at modtage de første elever i august 1960, selvom 4 lærerboliger allerede var skudt op tæt ved den først planlagte skoleplacering på Præstevejen og Stationsvej. Senere blev der bygget flere lærerboliger på Plantagevej og Kisumvej. Det første år havde skolen 190 elever.
Efter færdiggørelsen af Skive Hallen (i dag hal 2 i Kulturcenter Skive), fremkom ønsket om idrætshaller i forbindelse med flere skoler i Skive Kommune. I starten af 1980'erne bevilgede Skive Kommune 4,4 millioner kroner til opførslen af Rønbjerg Hallen, der stod klar til indvielse på sidste skoledag i sommeren 1986.
Elevtallet på Rønbjerg Skole svandt dog gradvist fra slutningen af 1980'erne og faldt fortsat i 1990'erne og 2000'erne. Skolen var derfor lukningstruet igennem flere år og Skive Byråd besluttede i februar 2015, at skolen skulle lukke ved skoleårets slutning. Året efter lukkede også byens sidste dagligvarebutik.
Skolebygningerne benyttes i dag af Museum Salling og Estvad-Rønbjerg Borgerforening har pr. 1. september 2021 overtaget driften af Rønbjerg Hallen med økonomisk tilskud fra Skive Kommune.
Byen havde indtil 1979 station på Viborg-Skive-Struer Jernbanen. Før 1970 var byen hovedby i Estvad-Rønbjerg Kommune, derefter hørte området til Gl. Skive Kommune (1970-2006).